# Stomachetosella balani
Stomachetosella balani är en mossdjursart som först beskrevs av Charles Henry O'Donoghue och de Watteville 1944.  Stomachetosella balani ingår i släktet Stomachetosella och familjen Stomachetosellidae. Inga underarter finns listade i Catalogue of Life.